# 3i Group plc
3i Group plc is een Brits private equity investeerder met het hoofdkantoor in Londen. De aandelen van 3i staan genoteerd aan de London Stock Exchange en maken deel uit van de FTSE 100 aandelenindex.

## Geschiedenis
Het bedrijf werd in 1945 opgericht als de Industrial and Commercial Finance Corporation (ICFC) door de Bank of England en een aantal Britse banken om lange-termijninvesteringsfinanciering te bieden aan kleine en middelgrote ondernemingen. De oprichting werd geïnspireerd door het Macmillan Committee en was een antwoord op de constatering dat kleinere bedrijven het moeilijk hadden om de activiteiten te financieren, met name voor de langere termijn. Banken waren niet bereid om kapitaal voor de langere termijn te verstrekken en de bedrijven waren te klein om kapitaal op te halen via de effectenbeurzen.
Na 1959 breidde ICFC zich aanzienlijk uit. In 1973 nam ICFC de Finance Corporation for Industry over, deze laatste was ook in 1945 opgericht en was gericht op de financiering voor grote bedrijven. Finance Corporation for Industry werd later hernoemd tot Finance for Industry (FFI). In de jaren 1980 werd FFI een toonaangevende aanbieder van financiering voor management buy-outs en breidde zich ook internationaal uit. In 1983 werd de naam weer gewijzigd, ditmaal in Investors in Industry of afgekort 3i.
3i Group werd in 1987 opgericht toen de banken hun aandelen verkochten om een naamloze vennootschap op te richten. In 1994 werd het bedrijf op de London Stock Exchange genoteerd met een marktkapitalisatie van £ 1,5 miljard.
Een jaar later werd een kantoor in Amsterdam geopend.

## Activiteiten
3i is een private equity investeerder en is daarnaast actief als investeerder in infrastructurele werken en bedrijven. Sectoren waarin wordt geïnvesteerd in bedrijven voor consumenten, infrastructuur, industrie en gezondheidszorg. Geografisch ligt het zwaartepunt van de investeringen in bedrijven met het hoofdkantoor in Europa en Noord-Amerika. 3I investeert eigen gelden, maar haalt ook geld op bij andere partijen die investeren in gespecialiseerde fondsen die door 3i worden beheerd. 
Per 31 maart 2025 had het een vermogen onder beheer van 39 miljard pond sterling. Hiervan was 80% belegd in private equity transacties en de rest in infrastructuur. Het Nederlandse bedrijf Action is veruit de grootste investering van 3i en vertegenwoordigde iets meer dan 70% van de private equity portefeuille. Verder heeft het een minderheidsbelang in Basic-Fit. De rederij Scandlines is een grote investering binnen infrastructuur waarbinnen ook de Nederlandse afvalverwerker Attero deel uitmaakt.

### Resultaten
De winst van het bedrijf is vooral het resultaat van de waarde ontwikkeling van de investeringen. Het resultaat bestaat enerzijds uit gerealiseerde resultaten bij de verkoop van aandelenbelangen, ontvangen dividenden maar vooral uit ongerealiseerd resultaten. Dit laatst is het verschil in de som van de waardering tussen de laatste en voorlaatse balanswaarde van de belangen in een niet ter beurze genoteerde onderneming.
3i heeft een gebroken boekjaar dat stopt per 31 maart. In de tabel slaat het jaar 2025 op de 12 maandsperiode tot 31 maart 2025.
| Jaar | Bruto investerings- inkomsten | waarvan ongerealiseerde waardemutaties | Nettoresultaat | Geinvesteerd vermogen | Boekwaarde per aandeel (in pence) |
| ---- | ----------------------------- | -------------------------------------- | -------------- | --------------------- | --------------------------------- |
| 2020 | 231                           | 163                                    | 253            | 7390                  | 804                               |
| 2021 | 1931                          | 2009                                   | 1726           | 9915                  | 947                               |
| 2022 | 4079                          | 3755                                   | 4014           | 13.433                | 1321                              |
| 2023 | 4666                          | 4009                                   | 4585           | 17.362                | 1745                              |
| 2024 | 3877                          | 3603                                   | 3839           | 20.876                | 2085                              |
| 2025 | 5062                          | 4765                                   | 5049           | 25.272                | 2542                              |